# متلازمة الطفل المتبنى
متلازمة الطفل المتبنى هو مصطلح مثير للجدل تم استخدامه لتفسير السلوكيات لدى الأطفال المتبنون والتي يُعتقد بأن لها علاقة بوضعهم بالتبني. وعلى وجه التحديد، تتضمن هذه السلوكيات مشاكل في الوثاق واضطرابات التعلق والكذب والسرقة ومقاومة السلطات وأعمال العنف. ولم يحظ المصطلح مطلقًا بقبول في المجتمع المهني. والمصطلح غير موجود في دليل الجمعية الأمريكية للطب النفسي المسمى باسم الدليل التشخيصي والإحصائي، الطبعة الرابعة، TR.

## تاريخ المصطلح
ويقول ديفيد كيرشنر، الذي صاغ هذا المصطلح، إن معظم الأطفال المتبنين ليسوا منزعجين وأن المتلازمة تنطبق فقط على «مجموعة سريرية صغيرة».
ووجد الباحثون بروديزينيسكي وشيشتر وهينيغ  أنه عند مراجعة الأدبيات، اتضح أن الأطفال الذين يتم تبنيهم قبل سن ستة أشهر لا يختلف سلوكهم عن الأطفال الذين ينشأون في كنف والديهم. وعادة ما ترتبط المشاكل اللاحقة التي تنشأ لدى الأطفال الذين يتم تبنيهم من نظام رعاية الأطفال في سن أكبر بآثار سوء المعاملة المبكرة المزمنة في العلاقة الخاصة بتقديم الرعاية وسوء المعاملة والإهمال.
وقد كتبت العالمة النفسية بيتي جان ليفتون، التي كانت نفسها متبناة، على نطاق واسع حول علم الأمراض النفسانية عند الأشخاص الذين يتم تبنيهم، لا سيما في Lost and Found: The Adoption Experience وJourney of the Adopted Self: A Quest for Wholeness وتناقش باختصار متلازمة الطفل المتبني.
وتحدد جوديث ومارتن لاند في كتاب Adoption Detective: Memoir of an Adopted Child، (2011)، الارتباك النسبي واضطراب التحدي الاعتراضي والبكم الانتقائي والسلوك المعادي للمجتمع والجرح البدائي، وغيرها من المصطلحات ذات الصلة لوصف الآثار المحتملة للتبني على الأطفال الذين تيتموا أو يتم تبنيهم.

## وصلات خارجية
- Adopted Child Syndrome page, including bibliography
- Adoption History: Psychopatholgy Studies
- Adoption: Uncharted Waters Official Book Web Site